# FES☆TIVE
FES☆TIVE（フェスティブ）は、2013年3月27日に結成された、日本の女性アイドル・グループ。所属事務所はRIZEプロダクション。「お祭り系」をコンセプトに掲げており、グループ名は「フェスティバル」「ポジティブ」「アクティブ」を組み合わせた造語である。

## 概要
2013年3月27日、RIZEプロダクション内のオーディションを勝ち抜いたメンバーで結成される。
2014年、徳間ジャパンコミュニケーションズより発売された、アイドルコンピレーション・アルバム『アイファイ!』に参加し、収録曲の人気投票で1位を獲得。
2015年5月13日、前項の優勝賞品として、徳間ジャパンコミュニケーションズより、1stシングル『お祭りヒーロー』でメジャーデビューを果たす。

## 略歴

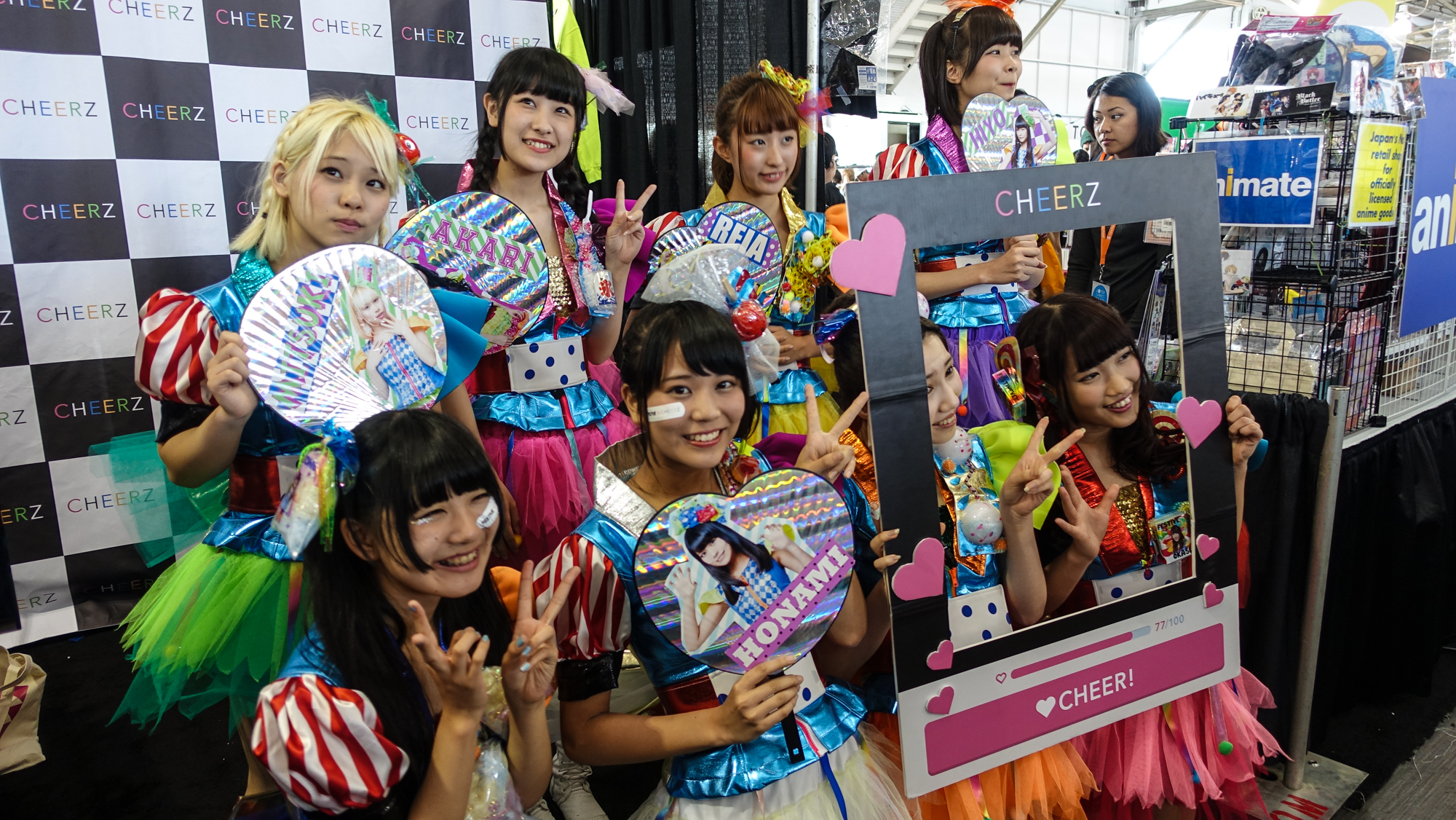
2014年時のメンバー写真

2013年
3月27日、鈴木みつき、汐咲玲亜、早山ほのか（現・青葉ひなり）、堺愛海、藤村萌々花、菅野由真、日向真衣で結成。
4月8日、日向真衣 活動辞退。
5月10日、坂元由奈 加入。
5月18日、ステージデビュー。（秋葉原マルチエンターテイメント7F P.A.R.M.S）
8月5日、横井ほなみが研修生として加入。
11月3日、横井ほなみ正規メンバーに昇格。
11月24日、菅野由真卒業。
2014年
1月5日、早山ほのか が 青葉ひなり に改名。
1月20日、藤村萌々花 体調不良により退所。
2月23日、鈴木ことね加入。
3月22日、堺愛海卒業。
4月4日、1stワンマンライブ開催。（ロケットゲート）
6月18日、椎名あかり、桃原ひよ加入。
9月3日、2ndワンマンライブ開催。（AKIBAドラッグ&カフェ）
2015年
1月1日、リーダーが鈴木みつきから汐咲玲亜に交代、青葉ひなり、横井ほなみが副リーダーに就任。
5月13日、1stシングル「お祭りヒーロー」でメジャーデビュー。
5月18日、2周年記念3rdワンマンライブ開催。（TSUTAYA O-WEST）
8月1日 - 2日、TOKYO IDOL FESTIVALに初出演。
8月7日 - 9日、アメリカ合衆国サンフランシスコで開催されたJ-POP SUMMITにて初の海外公演。
2016年
1月19日、4thワンマンライブ前哨戦＆青葉ひなり生誕祭開催。（TSUTAYA O-WEST）
5月12日、集英社「週刊ヤングジャンプ」No.24に掲載された、「サキドルエースSURVIVAL SEASON5」に横井ほなみがエントリー。
5月18日、4thワンマンライブ開催。（TSUTAYA O-EAST）
8月4日、「サキドルエースSURVIVAL SEASON5」で横井が3位入賞。ヤングジャンプ36号センターグラビアに掲載。
9月4日、FES☆TIVEスピンオフワンマンライブ「ワッショイワンダーランド名古屋編」開催。（名古屋LIVE HALL M.I.D）。
10月10日、坂元由奈生誕祭&ワンマンライブ開催。（CLUB CITTA'）
2017年
1月12日、横井ほなみは大学受験の為、椎名あかりは持病の腰痛が悪化し、医師の診断により、卒業。
1月19日、白石ぴあの、真野彩里愛（現・竹内さりあ）が加入。
8月、青葉ひなり、坂元由奈、汐咲玲亜、鈴木ことね、桃原ひよがTIF2017内、TOKYO GRAVURE IDOL FESTIVAL 2017に出演。
2018年
1月4日、青葉が週刊ヤングジャンプ主催「サキドルエース SURVIVAL SEASON8」に参加。
3月25日、鈴木みつき、鈴木ことね、坂元由奈が卒業。これにより初期から残り続けるメンバーは青葉のみとなった。
4月1日、土光瑠璃子、近藤沙瑛子、南茉莉花が加入。
5月31日、汐咲玲亜、桃原ひよが諸般の事情により契約終了。
2019年
ナツ☆イチッ!オーディション2019で土光がファイナリストに残り、7月13日発売の集英社「週刊プレイボーイ」 No.30でグラビア掲載。
8月、大学対抗 女子大生アイドル日本一決定戦「UNIDOL」お祭り公式アンバサダー就任。
12月18日、白石ぴあのが「療養に専念する為」話し合いの結果グループを脱退することを発表した。
2020年
2月23日、WOWOWプライムで放送されたドラマ『父と息子の地下アイドル』（松重豊・若月佑美主演）に出演。「OIDEMASE!! 〜極楽〜」をライブシーンで歌唱した。
5月24日、八木ひなたが加入。
6月29日、真野彩里愛がSNS上の騒動により7月31日までの芸能活動自粛が発表された。同年8月1日に活動再開。
9月29日、TOKYO IDOL FESTIVAL オンライン 2020×週刊SPA!による投票バトルに土光瑠璃子が参加。
11月14日、近藤沙瑛子がゼロイチファミリアへ移籍するためグループを卒業。
2021年
1月4日、髙木ゆりあ、緑川優愛、小野寺偉音が加入。真野彩里愛が竹内さりあに改名。
2月16日、青葉ひなり、土光瑠璃子が「FLASH (2021年3月2日号、光文社)」でパステルカラーのランジェリーグラビア掲載。
8月12日、ライズプロダクションが8月31日を持って緑川優愛、小野寺偉音との契約を終了することを発表した。
9月2日、竹内さりあが、”新たな人生を歩んでみたい”ことからメンバー、運営チームと話し合い、9月29日を持ってグループより円満卒業することとなったと発表した。
2022年
8月31日、この日をもって南茉莉花がグループを卒業。
9月18日、辻こはるが加入。
2023年
5月29日、I MY ME MINEメンバーだった本多しおりの加入を発表。
2024年
2月23日、与田理央那が加入。2023年2月まで、涼本理央那名義でLinQのメンバーだった。
3月20日、髙木ゆりあが卒業。
6月19日、モンゴル国観光大使に任命される。7月17日に駐日モンゴル国大使館で、駐日モンゴル国特命全権大使バンズラグチ・バヤルサイハン大使より任命書の授与式が行われた。
7月22日、元「なんキニ!」の仁科茉彩が加入。
集英社『週刊プレイボーイ』8月12日号No.33「TIF×週プレ この夏週プレが推す ツギクル水着アイドル大集合!!」において、この時点でのメンバー6名全員の水着グラビアが掲載。
10月18日、唯一の初期メンバーだった青葉ひなりが卒業。
2025年
4月21日、土光瑠璃子が卒業。これにより平成時代から在籍したFES☆TIVEメンバーは皆無となった。
4月24日、星乃ななみ、小柴あいり、七瀬あいの3名が加入。

## メンバー
| 名前                     | 愛称       | 担当カラー | 生年月日               | 血液型 | 出身地 | 推しの総称       | 備考                                                                   |
| ------------------------ | ---------- | ---------- | ---------------------- | ------ | ------ | ---------------- | ---------------------------------------------------------------------- |
| 八木ひなた やぎ ひなた   | やぎちゃん | ピンク     | 2000年11月10日（24歳） | A型    | 東京都 | 八木ひなた推し隊 | 元・ぷちぱすぽ☆ 元・なんきんペッパー                                   |
| 辻こはる つじ こはる     | こはる     | 青         | ????年8月13日          | B型    | 奈良県 |                  | 旧名：こはる 元・SOL                                                   |
| 本多しおり ほんだ しおり | しおりん   | 緑         | 2000年12月20日（24歳） | A型    | 埼玉県 |                  | 元・I MY ME MINE                                                       |
| 与田理央那 よだ りおな   | りおな     | 黄         | 2002年3月21日（23歳）  | A型    | 福岡県 |                  | 元・LinQ(涼本理央那)。                                                 |
| 仁科茉彩 にしな まあや   | まあや     | 紫         | 2000年5月8日（25歳）   | A型    | 埼玉県 |                  | 元・なんキニ!                                                          |
| 星乃ななみ ほしの ななみ | ななみん   | 白         | ????年1月9日           | A型    | 埼玉県 |                  | 元・トイランド（ななみ） 元・Cent Heavenの星乃ななみとは同姓同名の別人 |
| 小柴あいり こしば あいり | あいりーぬ | オレンジ   | 2003年8月7日（22歳）   | O型    | 大阪府 |                  | 元・ЯiM:MiR                                                            |
| 七瀬あい ななせ あい     | あいちゃん | 赤         | 2006年9月9日（18歳）   | A型    | 静岡県 |                  | 元・スターチスのラブレター                                             |

### 元メンバー
| 名前                       | 愛称                                                      | 担当カラー | 生年月日               | 血液型 | 出身地     | 推しの総称       | 備考 |
| -------------------------- | --------------------------------------------------------- | ---------- | ---------------------- | ------ | ---------- | ---------------- | --- |
| 菅野由真 かんの ゆま       |                                                           | ピンク     |                        |        |            |                  | 2013年11月24日卒業。 |
| 藤村萌々花 ふじむら ももか |                                                           | 青         | 1999年3月29日（26歳）  |        |            |                  | 2014年1月20日退所。 現・優木萌々花 トイトニック→8ANGELS→〈カレイドスコープ〉 |
| 堺愛海 さかい あみ         | あーみん                                                  | 紫         | 1998年10月6日（26歳）  | A型    |            | 愛海中(毒)       | 2014年3月22日卒業。 |
| 横井ほなみ よこい ほなみ   | ほーみー ほなよ                                           | 白         | 1998年9月2日（26歳）   | AB型   | 静岡県     | ほなみクラス     | 2017年1月12日卒業。卒業後JAPANARIZMに加入 |
| 椎名あかり しいな あかり   | あかりん                                                  | ピンク     | 1995年5月18日（30歳）  | B型    | 東京都     |                  | 2017年1月12日卒業。 |
| 鈴木みつき すずき みつき   | みっき                                                    | 緑         | 1996年12月13日（28歳） | AB型   | 神奈川県   | みにまむ界隈     | 2018年3月25日卒業。 初代リーダー、身長145.8cm 卒業後Chase×Chaseに加入 |
| 鈴木ことね すずき ことね   | こっとん 綿                                               | 青         | 1998年4月1日（27歳）   | O型    | 茨城県     | ことね学院       | 2018年3月25日卒業。 卒業後おやすみセカイに加入。その後イケてるハーツ候補生になるが活動辞退。 |
| 坂元由奈 さかもと ゆな     | ゆなぴこ ゆなちゃん                                       | 赤         | 1994年10月8日（30歳）  | AB型   | 埼玉県     | ゆならー         | 2018年3月25日卒業。 |
| 桃原ひよ ももはら ひよ     | ひよちゃん                                                | 紫         | 1997年2月22日（28歳）  | 不明   | 茨城県     | ひよこくらぶ     | 2018年5月31日卒業。 |
| 汐咲玲亜 しおざき れいあ   | れーあちゃん れいあん                                     | 黄         | 1999年9月7日（25歳）   | B型    | 東京都     | 汐咲色           | 2018年5月31日卒業。 2015年1月1日よりリーダー。 |
| 白石ぴあの しらいし ぴあの | ぴあの ぴっぴ                                             | ピンク     | 1996年8月10日（29歳）  | AB型   | フィリピン | ぴあにすと       | 2019年12月18日卒業。卒業後Non¬Fiction(現・のんふぃく!)に加入。 元・裸足のマーメイドメンバー 元・KATA☆CHUメンバー |
| 近藤沙瑛子 こんどう さえこ | さえちゃん                                                | 緑         | 1997年7月1日（28歳）   | A型    | 熊本県     | 犬               | 2020年11月14日卒業。卒業後#ババババンビに加入 ミスiD2018ファイナリスト、ミスiD2021。 |
| 小野寺偉音 おのでら いおん | いおん おもち えらいねちゃん                              | 紫         | 2002年3月27日（23歳）  |        | 沖縄県     | いおんちゅ       | 2021年8月31日脱退。脱退後#よーよーよーに加入し「楠偉音」に改名。 元・RYUKYU IDOLメンバー 元・らぐぅんぶるぅ |
| 緑川優愛 みどりかわ ゆあ   | ゆあ ゆあてん                                             | 緑         | 2000年11月27日（24歳） | A型    | 北海道     |                  | 2021年8月31日脱退。 元・フルーティーメンバー |
| 竹内さりあ たけうち さりあ | さりあ おたけ さりごん                                    | 白         | 2000年6月7日（25歳）   | A型    | 埼玉県     | さりあ党         | 2021年9月29日卒業。卒業後フリーで活動。 旧名：真野彩里愛 |
| 南茉莉花 みなみ まりか     | まりちゃん まりか まり                                    | 青         | 1997年5月2日（28歳）   | B型    | 神奈川県   | じゃすみん       | 2022年8月31日卒業。卒業後アーティストハウス・ピラミッドに移籍し「水湊まり花」に改名。 インドネシアとのクォーター 麺屋宗2代目イメージガール 百年本舗3代目イメージガール サイバーハニー リカワイズ役                                                       |
| 髙木ゆりあ たかき ゆりあ   | ゆっちゃん ゆりあ                                         | 黄         | 1997年11月11日（27歳） | A型    | 大分県     | ユリアー(非公式) | 2024年3月20日卒業。 旧名：髙木由莉愛 プリュ所属。 大分美少女図鑑モデル（2011年に半年間） 元・アイドルユニットBLAZE（2012年活動開始） 元・大分県高崎山観光PRユニットPEAKL（2012年活動開始） 元・アイドルユニットぶれいず（2012年活動開始） 元・JAPANARIZM |
| 青葉ひなり あおば ひなり   | ひなりちゃん ひなりん                                     | オレンジ   | 1996年1月19日（29歳）  | O型    | 千葉県     | スキッパー       | 2024年10月18日卒業。 旧名：早山ほのか 土光瑠璃子は従姉妹にあたる |
| 土光瑠璃子 どこう るりこ   | るっち るりちゃん るー めざし メザシの土光ちゃん 土光臨調 | 赤         | 1999年10月7日（25歳）  | O型    | 神奈川県   | どこふぁむ       | 2025年4月21日卒業。 元Tokyo Cheer2 Party 曾祖父は実業家の土光敏夫 |

## 作品
※順位はオリコンウィークリーランキング最高位。

### シングル
徳間ジャパンコミュニケーションズ

### アルバム
徳間ジャパンコミュニケーションズ

### タイアップ
| 年     | 楽曲                      | タイアップ                                           |
| ------ | ------------------------- | ---------------------------------------------------- |
| 2017年 | ゴートゥーフェス☆         | TX系「アイドル戦線」オープニング・テーマ             |
| 2017年 | OIDEMASE!!〜極楽〜        | TX系「アイドル戦線」オープニング・テーマ             |
| 2018年 | 大和撫子サンライズ        | NTV系「採用!フリップNEWS」エンディング・テーマ       |
| 2020年 | しゃかりきトップランナー! | NTV系「ウチのガヤがすみません!」エンディング・テーマ |
| 2021年 | 人類！ WE ARE ONENESS     | 第一興商「ビックエコー」CMソング                     |
| 2021年 | 新・奇天烈物語            | CX系「全力!!脱力タイムズ」エンディング・テーマ       |
| 2023年 | HUMAN NATURE WORLD        | TX系「プレミアMelodix」エンディング・テーマ          |
| 2024年 | がーりっちゅ              | NTV系「バズリズム02」エンディング・テーマ            |

### カバー曲
- 俺ら東京さ行ぐだ（原曲歌唱者：吉幾三、リミックス：ヒゲドライバー[44]） - 配信限定、2016年11月25日配信開始[45]。
- 三百六十五歩のマーチ 2017 / V.A. （原曲歌唱者：水前寺清子）（2017年10月11日、クラウン）[46]

## 出演

### テレビ番組
- 父と息子の地下アイドル（2020年2月23日・WOWOWプライム）- 青葉・土光・真野（現:竹内）・近藤・南が出演[21]

### ラジオ番組
- ラジオiNEWS（2018年6月7日・14日・21日・28日、ラジオNIKKEI第1放送） - 月間木曜ゲスト、南茉莉花のみ出演。
- ひなりんのよるらじ!（2018年10月6日 - 2022年3月28日 、FM-FUJI） - 青葉ひなりのみ出演。
- FES☆TIVEのおしゃべり縁日（ラジオのアナ〜ラジアナ水曜日の番組内）（2025年4月23日 - 、NACK5）

### ウェブテレビ
- 矢口真里の火曜The NIGHT（2019年1月23日[47]、AbemaTV） - 年齢のため生出演できない真野(現:竹内)を除くメンバーが出演[48]
- FES☆TIVEの“ワロティブ放送局（wallop）[49]

### ゲーム
- アイコイノート（2020年4月27日、GMOプレイミュージック）[50]